# Stranka samostalne slobodne Hrvatske
Stranka samostalne slobodne Hrvatske je bila tajna politička stranka u Hrvatskoj.
Djelovanje joj je zabilježeno u prvoj polovici 1920-ih godina. Nije se radilo o neznačajnoj stranci, s obzirom na to da je Ministarstvo unutarnjih poslova Kraljevine SHS 1922. dostavilo Pokrajinsko upravi informaciju o osnutku te stranke.